# یواس‌اس همربرگ (دی‌یی-۱۰۱۵)
یواس‌اس همربرگ (دی‌یی-۱۰۱۵) (به انگلیسی: USS Hammerberg (DE-1015)) یک کشتی بود که طول آن ۳۱۴ فوت ۶ اینچ (۹۵٫۸۶ متر) بود. این کشتی در سال ۱۹۵۴ ساخته شد.